# Peter Verheul

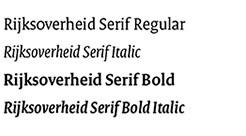
Lettertype Rijksoverheid Serif

Petrus Cornelis (Peter) Verheul (Waddinxveen, 8 november 1965) is een Nederlands letterontwerper en grafisch ontwerper.

## Loopbaan
Hij studeerde aan de Haagse Academie van Beeldende Kunsten, waar hij een leerling van Gerrit Noordzij was. In 1991 werd hij zelf docent aan de Haagse Academie. Een aantal van zijn drukletters is verkrijgbaar bij grote digitale letteruitgeverijen.
Verder ontwierp Verheul belettering voor de publieke ruimte, waaronder een vrije opdracht voor het gebouw van de Bijzondere Collecties van de Universiteit van Amsterdam. Met grafisch ontwerper Reynoud Homan werkte hij samen aan een aantal beletteringsprojecten, onder meer voor de Hermitage Amsterdam.
Met Bart de Haas was Verheul verantwoordelijk voor het boekontwerp van Jan Middendorps overzichtswerk Dutch Type.

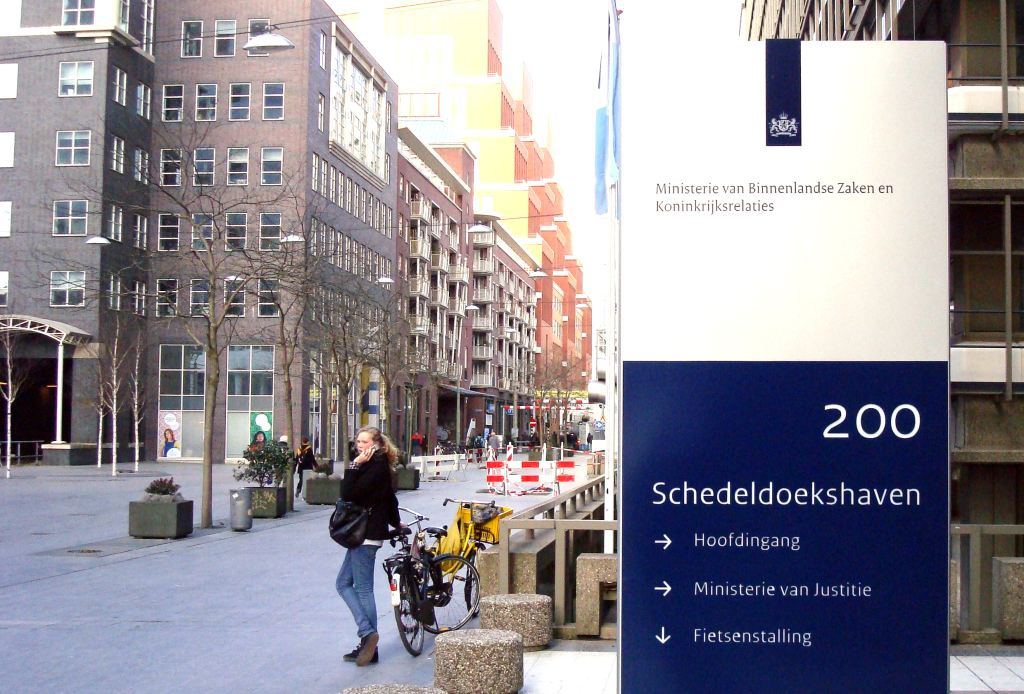
Letterontwerp van Peter Verheul uit 2008 voor de nieuwe, rijksbrede huisstijl van Studio Dumbar. Hier de variant Rijksoverheid Sans Heading, toegepast in bewegwijzering, Den Haag, 2010.

## Fonts
Verheuls drukletters verschenen bij FontShop (Newberlin en Sheriff) en bij OurType (de uitgebreide familie Versa). Daarnaast ontwikkelt hij customfonts: letters in opdracht van instellingen of bedrijven. Zijn bekendste customfont is zeker dat voor de Rijksoverheid.

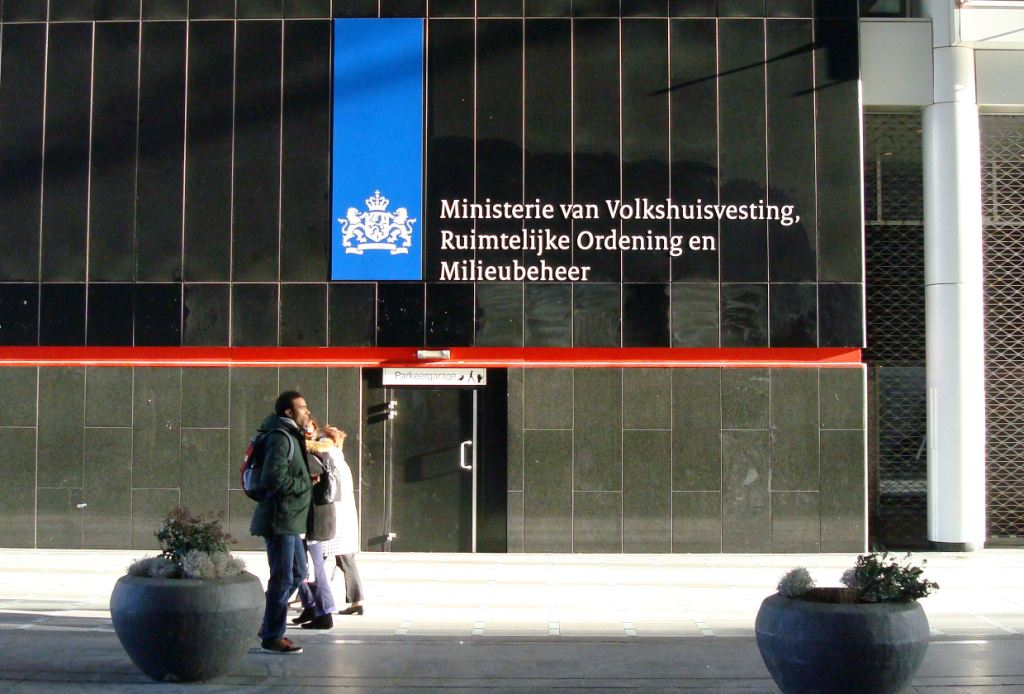
Letterontwerp van Peter Verheul uit 2008 voor de nieuwe, rijksbrede huisstijl van Studio Dumbar. Hier de variant Rijksoverheid Serif, Den Haag, 2010.

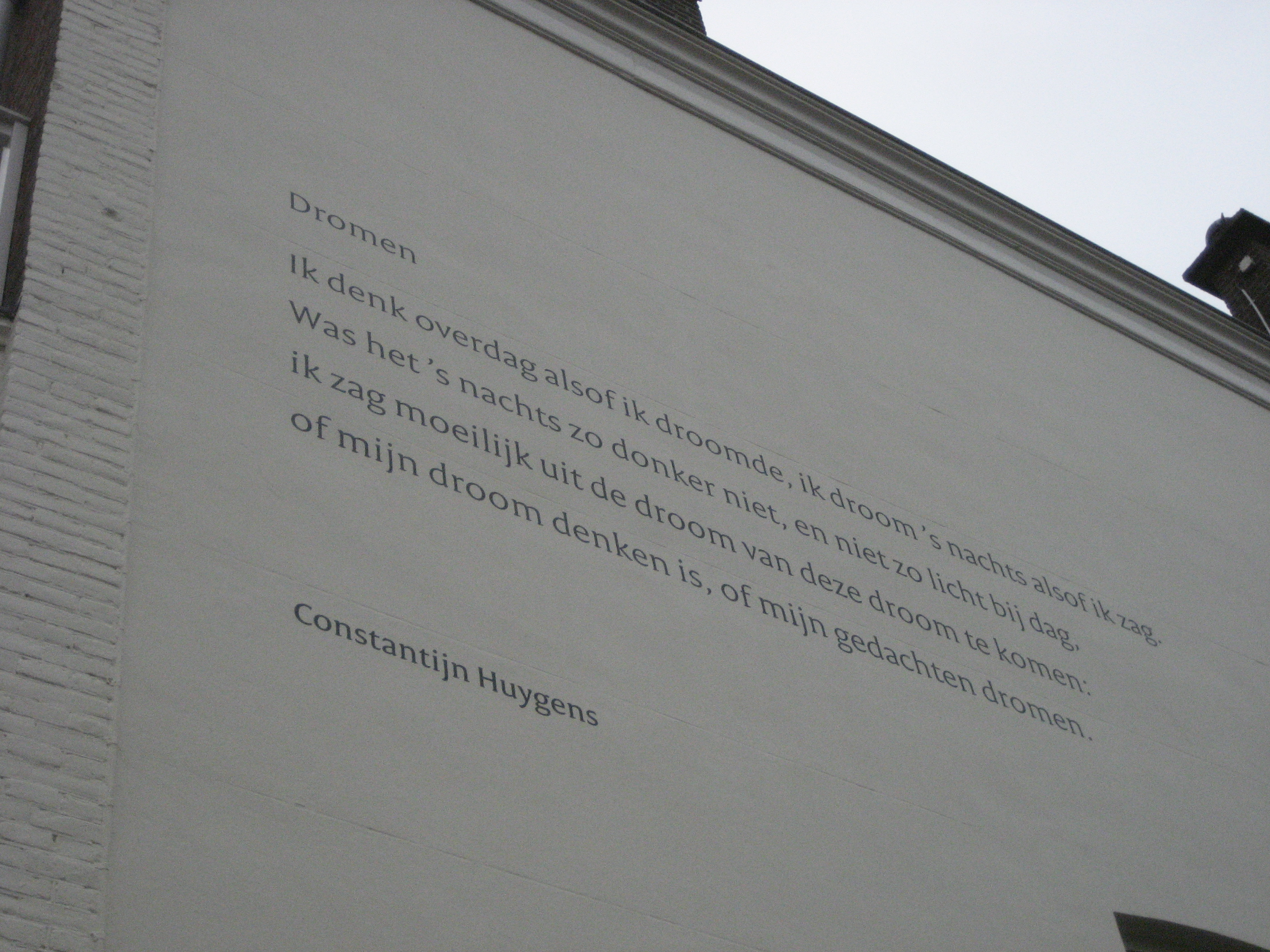
Muurgedicht van Constantijn Huygens (letter van Verheul)

## De rijksbrede letter
Grote bekendheid verwierf Verheul in 2008 met de Rijksoverheid Serif en Rijksoverheid Sans, die hij maakte voor de nieuwe, rijksbrede huisstijl en rijkslogo ontwikkeld door Studio Dumbar in samenwerking met Project 1 Logo. De Rijksoverheid Serif is bedoeld voor leesteksten en de namen van de meer dan 150 overheidsinstellingen; de Rijksoverheid Sans was er voor displaygebruik. In december 2009 verscheen een uitgebreide update (versie 2.0) met daarbij ook een speciale tekstversie van de schreefloze (Rijksoverheid Sans Text) en een reeks Griekse karakters. De originele ontwerpen en proeven voor deze overheidsletter bevinden zich in de typografische verzamelingen van de Bijzondere Collecties van de Universiteit van Amsterdam.

## Publicaties
- Haagse letters: letterontwerpen aan de Koninklijke Academie van Beeldende Kunsten Den Haag / samengest. door Mathieu Lommen & Peter Verheul (1996).
- 'Gerrit bijvoorbeeld.' In: Gerrit Noordzij: Laurens Janszoon Costerprijs 2011 (2011).